# TMS320

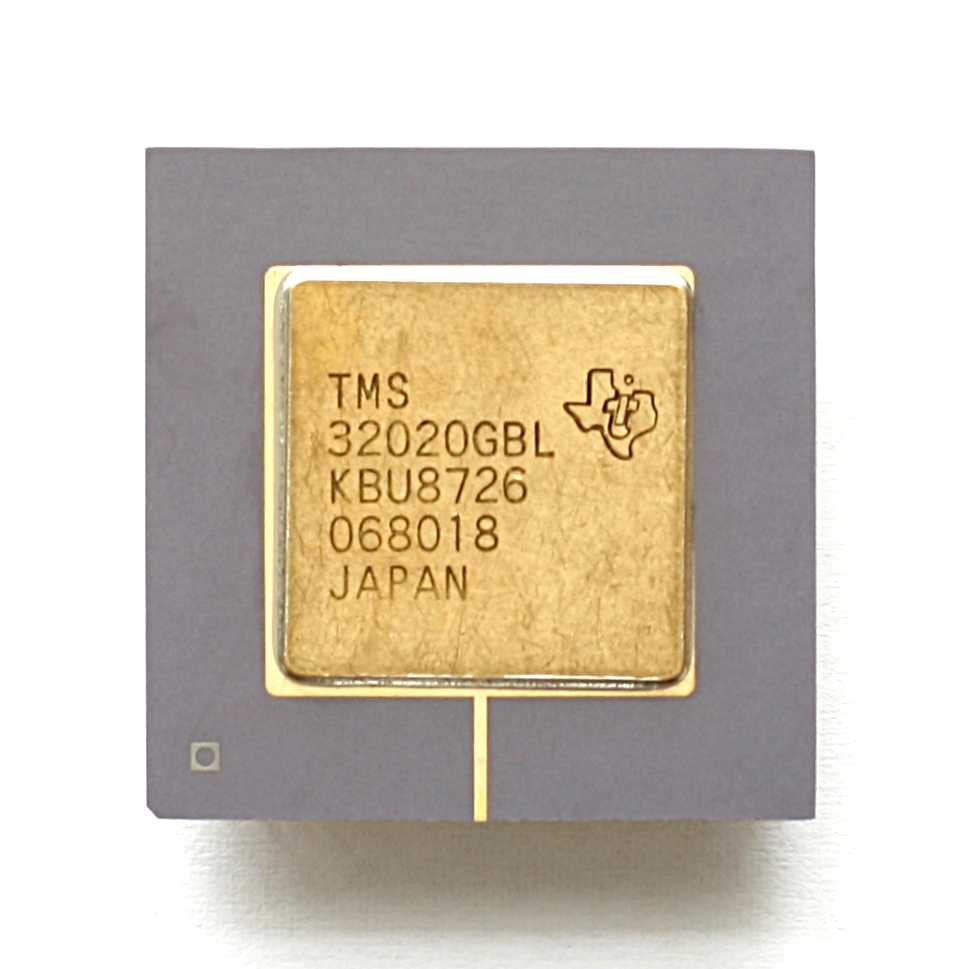
Texas Instruments TMS32020.

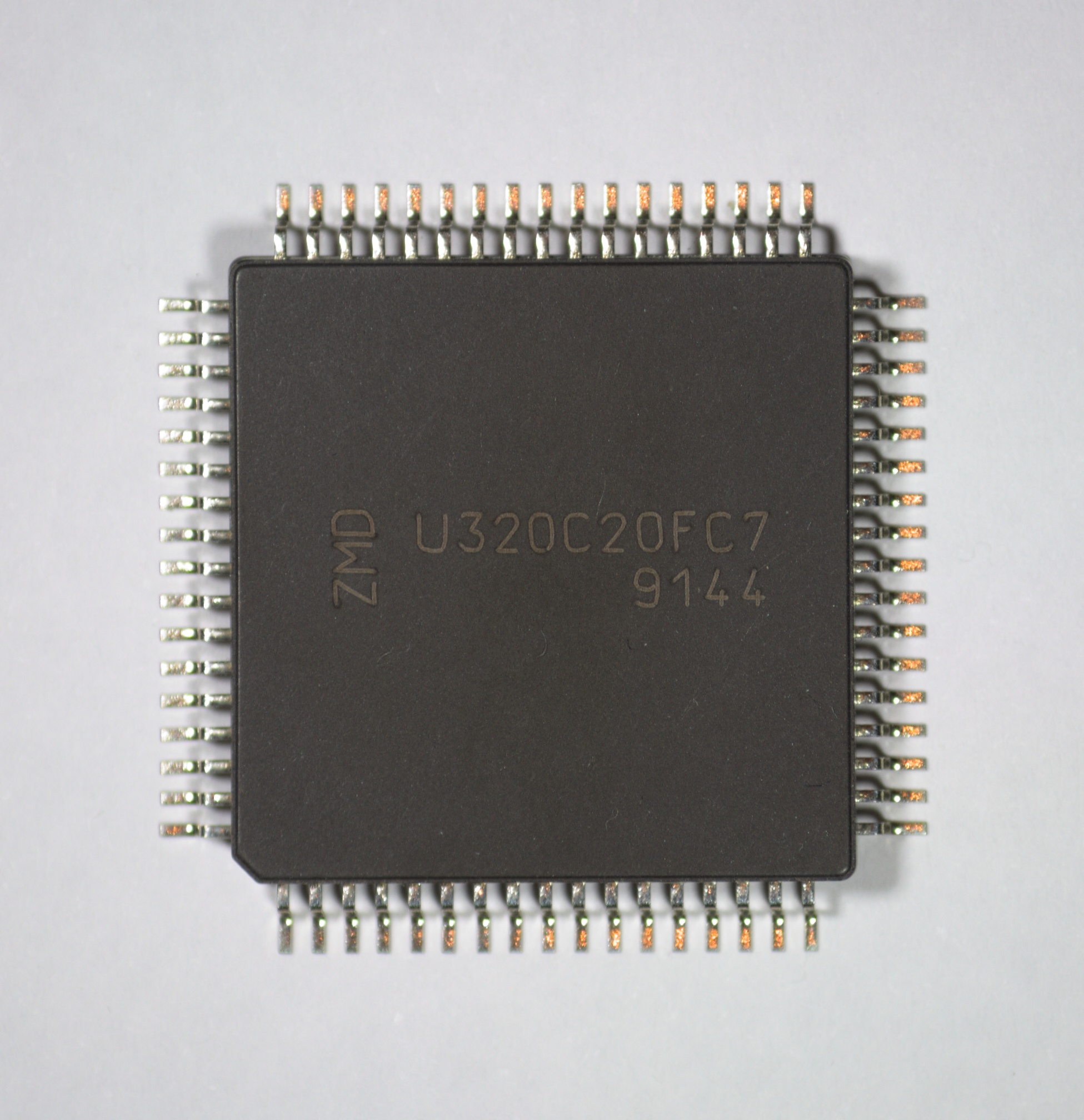
O ZMD U320C20 foi um clone do TMS320C20.

TMS320 é o nome genérico de uma linha de processadores de sinais digitais (DSPs) da Texas Instruments. A série foi introduzida em 8 de abril de 1983 com o processador TMS32010, que era, naquele momento, o DSP mais rápido no mercado.

O processador está disponível em muitas variações, algumas com aritmética de ponto fixo e outras com aritmética de ponto flutuante. 
Por serem muito flexíveis, os processadores dessa linha são usados como co-processadores de sinal digital em diversas aplicações. Implementações mais recentes suportam controle JTAG padrão IEEE.
O TMS32010 emprega a arquitetura Harvard modificada, onde os espaços de endereços de instruções e de dados são separados, mas os dados podem ser lidos a partir da memória de instruções. A placa gráfica do controlador da estação de trabalho Apollo Computer DN570, lançada em 1985, foi baseada no TMS32010.

## Variações
A arquitetura TMS320 tem tido uma grande variação de microcontroladores. Os códigos dos produtos utilizados pela Texas Instruments TMS32010 envolveram uma série muito popular de processadores chamado de TMS320Cabcd onde "a" refere-se a série principal, "b" a geração e "cd" a um número personalizado.
Por esta razão, as pessoas que trabalham com DSPs, frequentemente abreviar um processador como "C5x" quando o nome verdadeiro é algo como TMS320C5510.
Os DSP podem executar de 30 a 4800 milhões de instruções por segundo (30 MIPs) o que seria equivalente de 30 MHz a 600 MHz e estes modelos são subdivididos nas séries TMS320C2000 (c2000), TMS320C5000(c5000) e TMS320C6000 (c6000). 
Podemos, de forma resumida e simplificada, subdividir o uso de cada série da seguinte forma: C2000 para controle de motores elétricos, o C5000 para telecomunicações e o C6000 para aplicações de alta performance. 